# Mazie Hirono

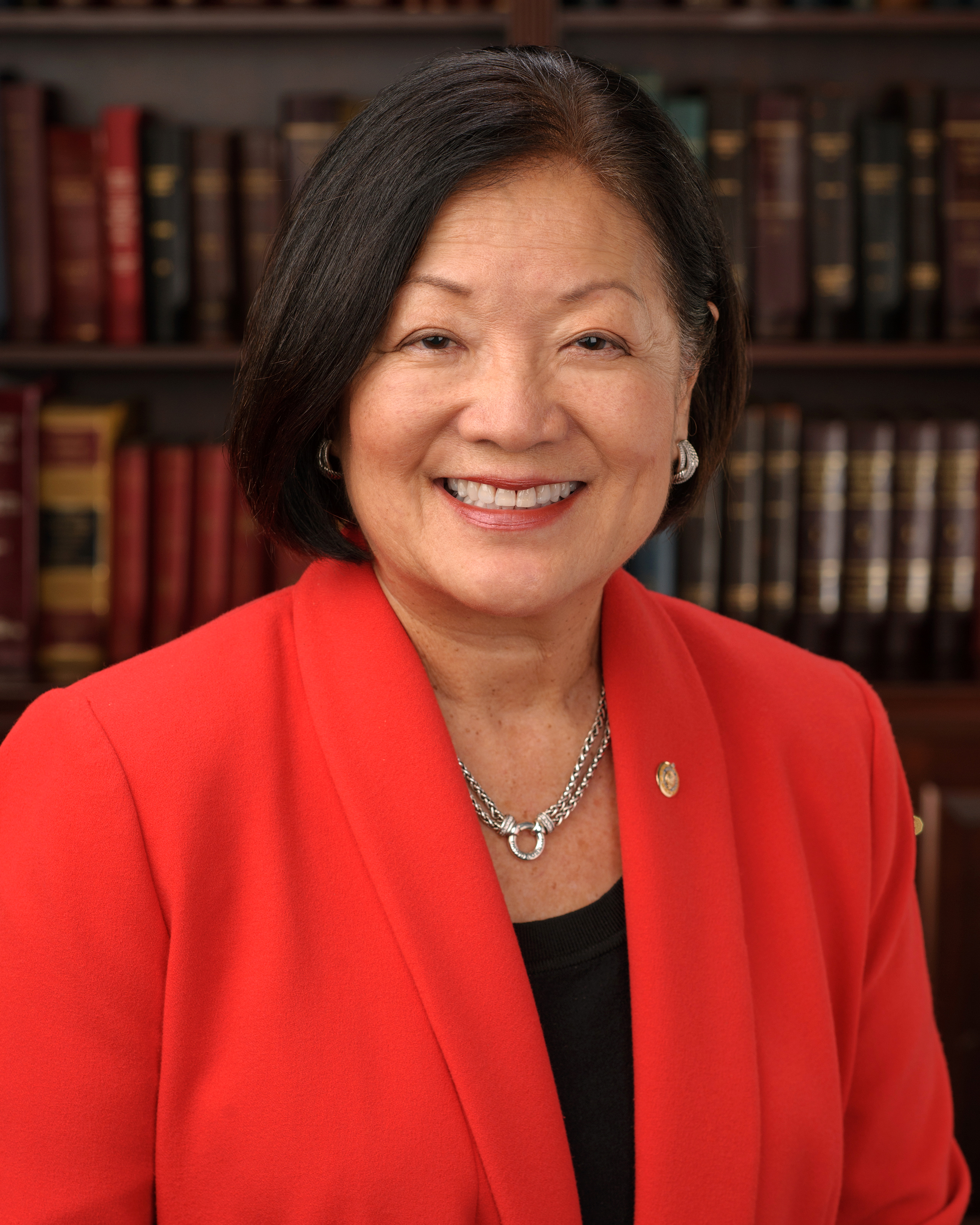
Mazie Hirono (2013)

Mazie Keiko Hirono (* 3. November 1947 im Landkreis Date, Präfektur Fukushima, Japan als Keiko Hirono (japanisch 広野 慶子, Hirono Keiko)) ist eine US-amerikanische Politikerin.  Von 2007 bis 2013 vertrat sie den zweiten Wahlbezirk des Bundesstaates Hawaii im US-Repräsentantenhaus. Seit dem 3. Januar 2013 sitzt sie für Hawaii im Senat der Vereinigten Staaten.

## Frühe Jahre und politischer Aufstieg
Im Jahr 1955 kam Mazie Hirono mit ihrer Mutter, die aus einer gescheiterten Ehe floh, in die Vereinigten Staaten. Sie wuchs in Honolulu auf, wo sie auch die öffentlichen Schulen besuchte. Bis 1970 studierte sie an der University of Hawaii Psychologie. Danach folgte ein Jurastudium an der Georgetown University in Washington, D.C. Ab 1978 arbeitete sie in Honolulu als Rechtsanwältin.
Als Mitglied der Demokratischen Partei war sie zwischen 1981 und 1994 Abgeordnete im Repräsentantenhaus von Hawaii und von 1994 bis 2002 die Stellvertreterin des Gouverneurs Ben Cayetano. Vor den Gouverneurswahlen 2002 setzte sie sich bei den Vorwahlen ihrer Partei knapp gegen Ed Case durch, der dann in das US-Repräsentantenhaus gewählt wurde. Die eigentliche Gouverneurswahl des Jahres 2002 verlor sie gegen die republikanische Mitbewerberin Linda Lingle mit 47 zu 52 Prozent der Wählerstimmen.

## Kongressabgeordnete und Senatorin
Bei den Kongresswahlen 2006 wurde Mazie Hirono zur Nachfolgerin von Ed Case als Abgeordnete des zweiten Wahlbezirks von Hawaii ins Repräsentantenhaus der Vereinigten Staaten gewählt – mit 61 Prozent der Wählerstimmen; ihr republikanischer Gegner Bob Hogue kam auf 39 Prozent. 2008 und 2010 wurde sie wiedergewählt. Im Kongress war sie Mitglied im Ausschuss für Bildung und Arbeit sowie im Ausschuss für das Transportwesen und die Infrastruktur. Am 3. Januar 2013 schied sie aus dem Repräsentantenhaus aus.
Bei der Wahl 2012 trat sie nicht wieder für ihren bisherigen Sitz an, sondern wurde für Hawaii in den Senat der Vereinigten Staaten gewählt, wo sie am 3. Januar 2013 dem nicht mehr kandidierenden Daniel Akaka nachfolgte. Mit der japanischen Amerikanerin Hirono ist erstmals eine Buddhistin in den Senat eingezogen. Dort ist sie als Mitglied im Streitkräfteausschuss, im Justizausschuss und im Veteranenausschuss vertreten. Sie gewann ihre Wiederwahl 2018 mit 71 zu 29 Prozent der Stimmen gegen den Republikaner Ron Curtis und trat am 3. Januar 2019 ihr zweites sechsjähriges Mandat an.

## Belege
1. ↑  Hawaii U.S. Senate Election Results. In: The New York Times, 7. November 2018.

| Personendaten    | Personendaten                                            |
| ---------------- | -------------------------------------------------------- |
| NAME             | Hirono, Mazie                                            |
| ALTERNATIVNAMEN  | 広野慶子 (japanisch); Hirono, Mazie Keiko; Hirono, Keiko |
| KURZBESCHREIBUNG | US-amerikanische Politikerin                             |
| GEBURTSDATUM     | 3. November 1947                                         |
| GEBURTSORT       | Präfektur Fukushima, Japan                               |